# Ленинский муниципальный округ
Ленинский муниципальный округ —  муниципальное образование, наделённое статусом внутригородского муниципального образования в составе города федерального значения Севастополь. 
Соответствует административно-территориальной единице Ленинский район города Севастополь.
Образован в соответствии с законом города Севастополя от 3 июня 2014 года № 17 − ЗС «Об установлении границ и статусе муниципальных образований в городе Севастополе».

## География
Муниципальный округ составляет центральную часть собственно городской черты города Севастополя, северной своей частью выходит на южный берег Севастопольской бухты, при её впадении в Чёрное море. Граничит на востоке с Нахимовским муниципальным округом Нахимовского района Севастополя, западе — c Гагаринским муниципальным округом Гагаринского района Севастополя, на юго-востоке — c Балаклавским муниципальным округом Балаклавского района Севастополя.

## Население
| 1959     | 1979     | 1989     | 2001     | 2014     | 2015     | 2016     |
| -------- | -------- | -------- | -------- | -------- | -------- | -------- |
| 72 285   | ↗111 779 | ↗119 591 | ↘109 726 | ↘106 882 | →106 882 | ↗112 220 |
| 2017     | 2018     | 2019     | 2020     | 2021     |          |          |
| ↗114 862 | ↗115 902 | ↗117 430 | ↗119 522 | ↗138 656 |          |          |

* в таблице данные по муниципальным образованиям Севастополя из источника Росстата на 1 января 2015 года включают (дублируют) данные итогов переписи населения в КФО по состоянию на 14 октября 2014 года. По данным Севастопольстата на 1 января 2015 года численность населения Ленинского района (в границах которого создан Ленинский муниципальный округ) составляла 108 622 человека, на 1 января 2016 года — 112 220 человек
По итогам переписи населения в Крымском федеральном округе по состоянию на 14 октября 2014 года численность постоянного населения муниципального округа составила 106 882 человека (100 % из которых — городское). По оценке на 1 июля 2014 года численность населения составляла 110 166 человек.
Национальный состав населения (перепись 2014 года):
| национальность  | всего, чел. | % от указав- ших |
| --------------- | ----------- | ---------------- |
| указали         | 100105      | 100,00%          |
| русские         | 82778       | 82,69%           |
| украинцы        | 13169       | 13,16%           |
| белорусы        | 1006        | 1,00%            |
| татары          | 557         | 0,56%            |
| армяне          | 471         | 0,47%            |
| евреи           | 249         | 0,25%            |
| азербайджанцы   | 184         | 0,18%            |
| крымские татары | 164         | 0,16%            |
| молдаване       | 122         | 0,12%            |
| поляки          | 116         | 0,12%            |
| чуваши          | 96          | 0,10%            |
| болгары         | 86          | 0,09%            |
| мордва          | 83          | 0,08%            |
| грузины         | 81          | 0,08%            |
| греки           | 78          | 0,08%            |
| корейцы         | 66          | 0,07%            |
| немцы           | 57          | 0,06%            |
| осетины         | 54          | 0,05%            |
| лезгины         | 52          | 0,05%            |
| башкиры         | 39          | 0,04%            |
| узбеки          | 38          | 0,04%            |
| казахи          | 33          | 0,03%            |
| крымчаки        | 29          | 0,03%            |
| другие          | 497         | 0,50%            |
| не указали      | 6777        |                  |
| всего           | 106882      |                  |